# The Thrill Chaser
The Thrill Chaser (bra Caçador de Emoções, ou O Caçador de Emoções) é um filme norte-americano de 1923, do gênero drama de ação, dirigido por Edward Sedgwick, com roteiro dele, Richard Schayer e Raymond L. Schrock.

## Elenco
- Hoot Gibson como Omar K. Jenkins
- James Neill como xeque Ussan
- Billie Dove como Olala Ussan
- W. E. Lawrence como príncipe Ahmed
- Bob Reeves como Lem Bixley
- Gino Corrado como Rudolph Biggeddo
- Lloyd Whitlock como bei Abdul